# Untere Mühle (Eppingen)

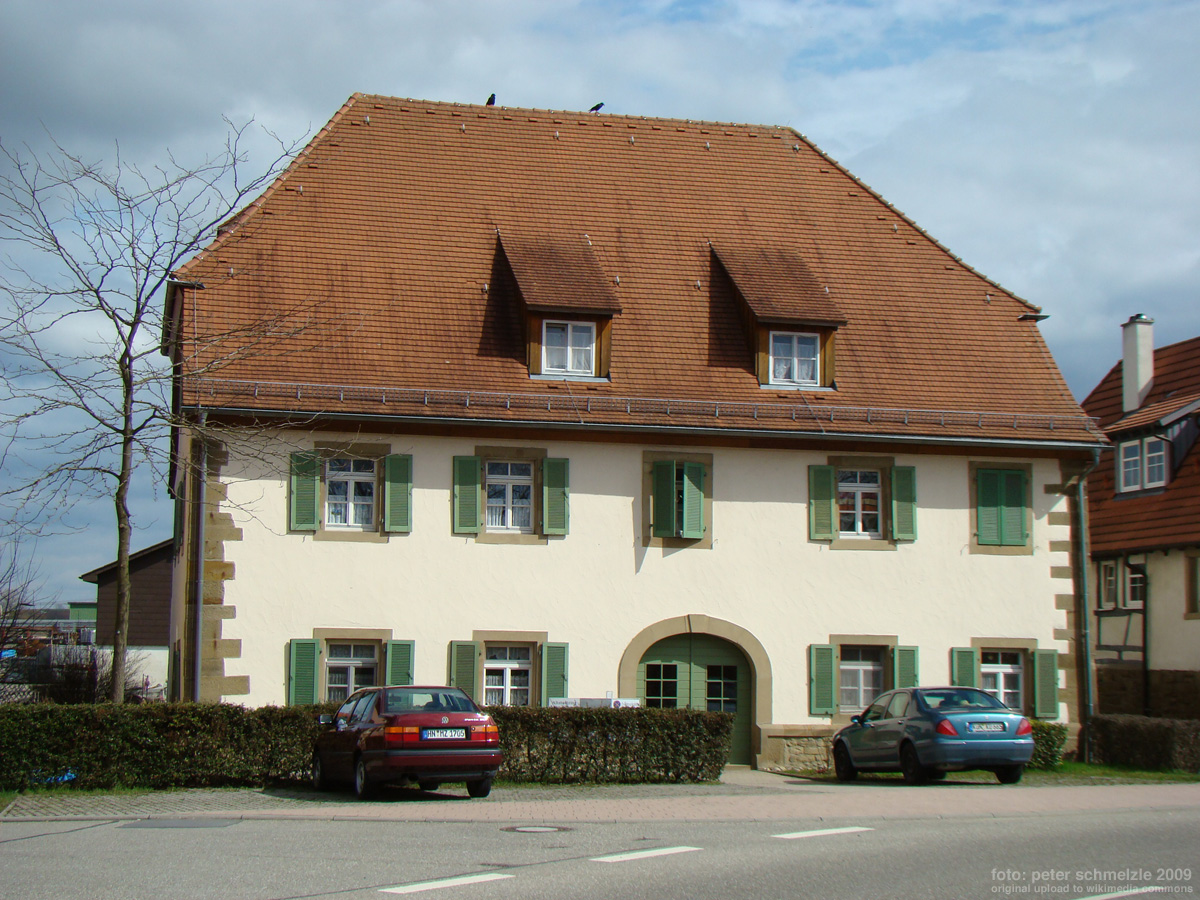
Untere Mühle in Eppingen

Die Untere Mühle (auch Spitzmühle) ist eine denkmalgeschützte ehemalige Mühle in Eppingen.

## Lage
Die Untere Mühle liegt an einem links vom Hilsbach abzweigenden, etwa 70 Meter langen Mühlkanal.

## Geschichte
Die Mühle am Zusammenfluss von Hilsbach und Elsenz wurde 1795 als städtische Mühle erbaut. Die Mühle hat seinerzeit die ältere und einst an der Stelle des heutigen Bauernhofs Schlimm befindliche Spitzmühle ersetzt und deren Namen übernommen. Die Bezeichnung Untere Mühle hat sich dann zur Unterscheidung von der Oberen Mühle (ehemals Siffringsche Mühle) entwickelt.
Bei der Ausschreibung um einen neuen Pächter im Jahr 1815 wurden zwei Mahlgänge und ein Schälgang genannt. Angetrieben wurde die Mühle durch zwei Wasserräder mit einem gedeckten Wasserbau in einem Staubhaus. Im Mühlengebäude befand sich auch die sechs Zimmer sowie eine Kammer und Küche umfassende Wohnung des Müllers. Zum Anwesen zählten neben geräumigem Keller und Speicher weiterhin eine Scheuer, ein Stall für Pferde und Rinder sowie vier Schweineställe. Zu jener Zeit wird Hans Bachmann als städtischer Müller auf der Spitzmühle genannt.
Am 4. Januar 1868 erwarb der Müller Jakob Friedrich Fränkle aus Münzesheim das Anwesen für 17.000 Gulden. Spätere Eigentümer waren die Müller Weickgenannt und Hecker, bevor die Stadt Eppingen die Mühle 1924 wieder in ihren Besitz brachte.
Der Mühlenbetrieb wurde im Lauf des 20. Jahrhunderts eingestellt, der zum Antrieb der Wasserräder benötigte Gewässerlauf verändert. Das Mühlgebäude wurde 2002 abgerissen und durch einen Neubau ersetzt. Heute ist nur noch das historische Wohngebäude erhalten.